# بويرس جيرفي

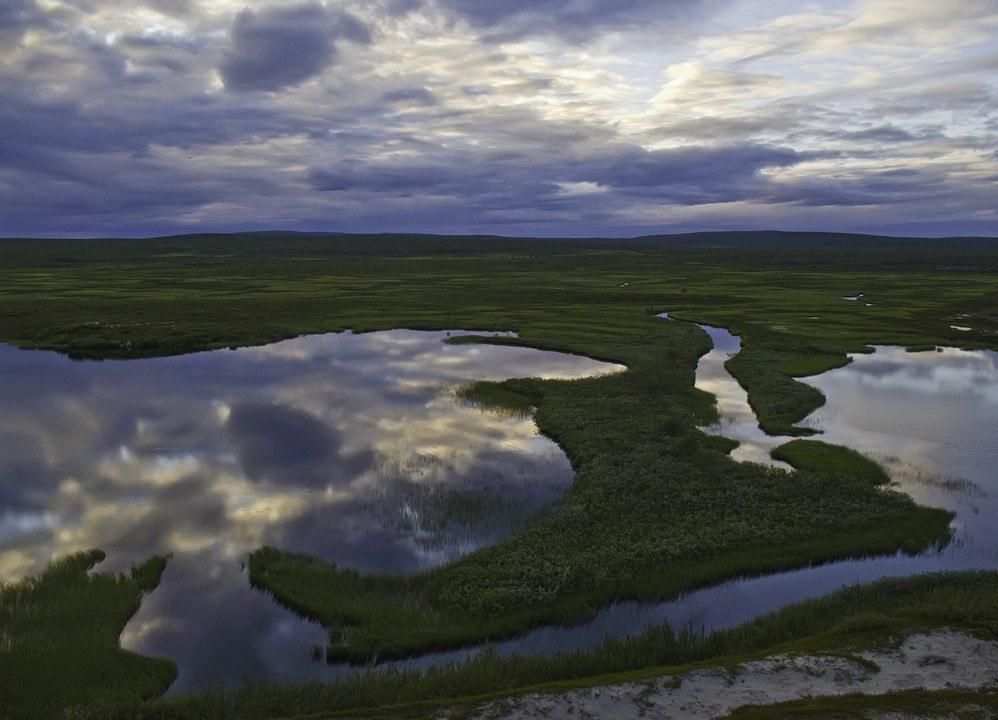
بويرس جيرفي

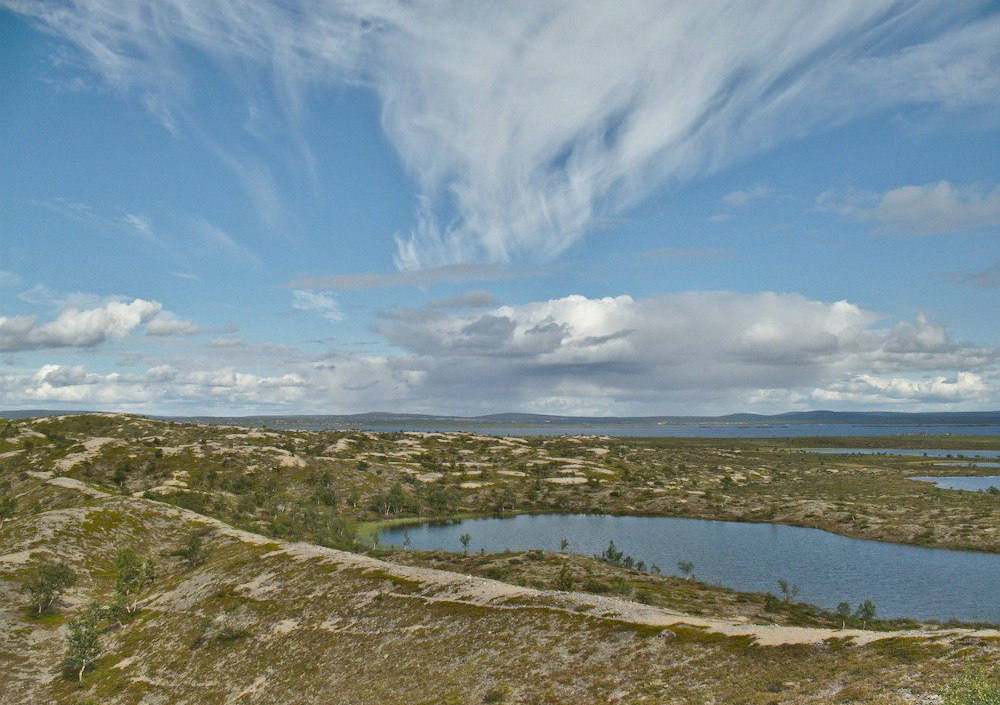
بويرس جيرفي

بويرس جيرفي هي بحيرة متوسطة الحجم تقع في منطقة مستجمعات المياه الرئيسية كيميوكي والتي تقع في بلدية أيننتكيو في فنلندا، حيث تقع على مقربة من الحدود مع النرويج.

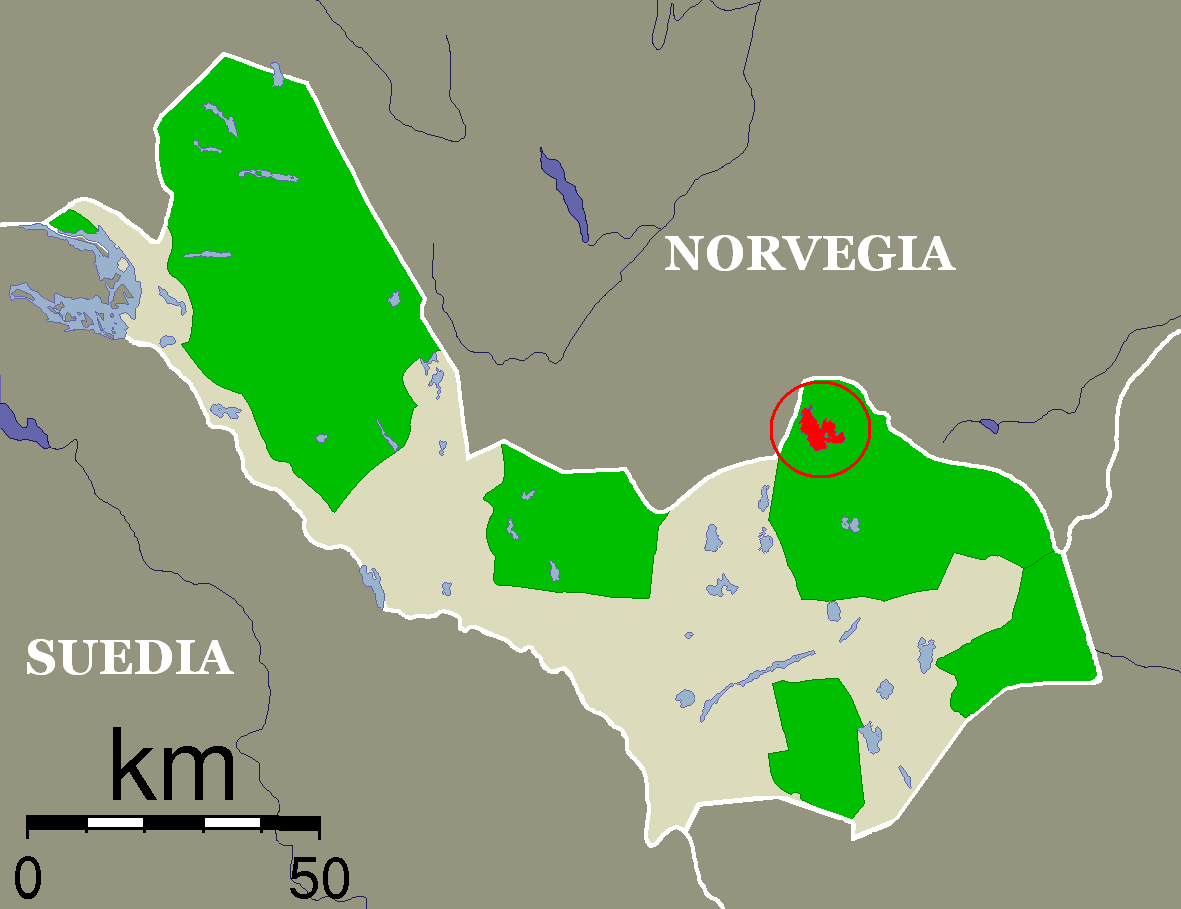
موقعها على الخارطة